# 于里

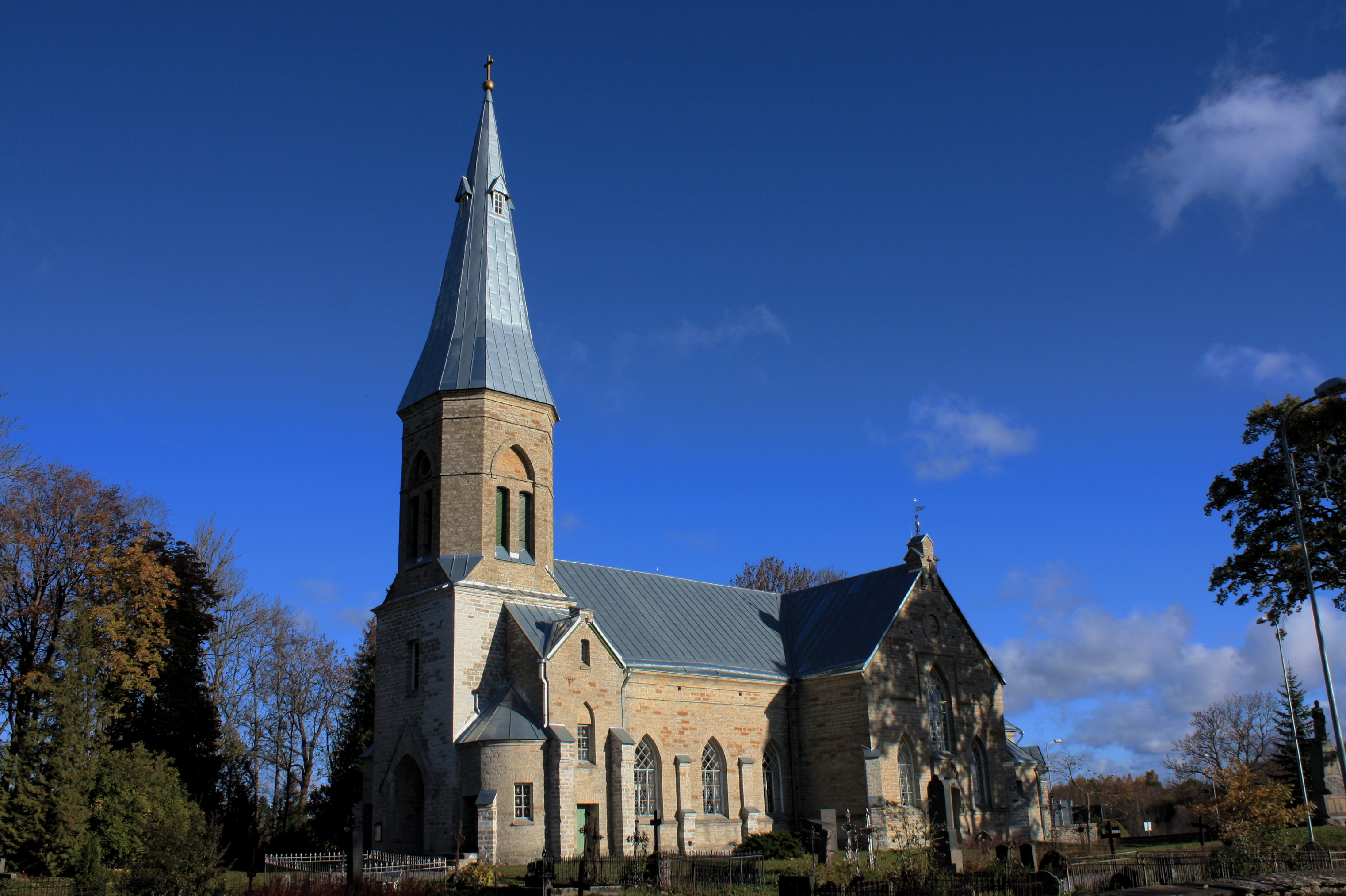
于里教堂

于里，是愛沙尼亞哈爾尤縣拉埃市镇内的小鎮及其行政中心，距離首都塔林12公里，鎮上首座教堂建於1401年，2012年人口3,426。